# Kalendarz Serca Jezusowego
Kalendarz Serca Jezusowego – rocznik Apostolstwa Modlitwy, poszerzenie Posłańca Serca Jezusowego.
Pismo zainicjował Feliks Cozel i wydawano je pod różnymi tytułami (przynajmniej od 1904 w Czechach). Od 1907 wydawany w Krakowie. Zawierał m.in. artykuły religijne, historyczne, intencje Apostolstwa ogólne i misyjne, a także wykazy imion, świąt, a nawet spisy jarmarków. Dodawano do niego kalendarze ścienne. Wychodził w latach 1904–1940, 1946–1949 i 1984–1991 (20 000 do 50 000 egz.).
Redaktorzy Kalendarza:
- Bronisław Gilewicz (1907–1908)
- Władysław Czencz (1909–1910)
- Jan Zatłokiewicz (1911–1914)
- Władysław Wojtoń (1915–1916)
- Ernest Matzel (1917–1918
- Adolf Lachman (1919
- Ernest Matzel (1921)
- Stanisław Maciątek (1922–1923)
- Stanisław Bednarski (1924–1925)
- Edward Kosibowicz (1926)
- Andrzej Żukowicz (1927)
- Stanisław Bednarski 1928)
- Andrzej Żukowicz (1929–1930)
- Stanisław Bednarski (1931–1938)
- Michał Jagusz (1939–1940)
- Stanisław Kuźnar (1946–1949)
- Jan Ożóg i Franciszek Rzepka (1984–1990)
- Stanisław Pyszka (1987–1991)
- Jerzy Sermak  (1989–1991)